# Pseudotmethis rubimarginis
Pseudotmethis rubimarginis är en insektsart som beskrevs av Li, Hongchang 1986. Pseudotmethis rubimarginis ingår i släktet Pseudotmethis och familjen Pamphagidae. Inga underarter finns listade i Catalogue of Life.